# Gmina Nokomis (Iowa)

Położenie Gminy Nokomis w hrabstwie Buena Vista

Gmina Nokomis (ang. Nokomis Township) – gmina w USA, w stanie Iowa, w hrabstwie Buena Vista. Według danych z 2000 roku gmina miała 2244 mieszkańców.